# Chevrolet Corvette
Chevrolet Corvette (kɔːrˈvɛt) — двухместный заднеприводный спортивный автомобиль, выпускаемый под маркой Chevrolet компанией General Motors в США с 1953 года. Автомобиль является первым массовым американским спортивным автомобилем, созданным американским производителем. В городе Боулинг-Грин существует Национальный музей Корвет (National Corvette Museum). В наши дни автомобили Chevrolet Corvette собираются на заводах General Motors в городах Боулинг-Грин, штат Кентукки (основной завод), Флинт, штат Мичиган и Сент-Луис, штат Миссури.
Модель Corvette имеет свою собственную эмблему, отличающуюся от эмблемы Chevrolet.

## C1 (1953—1962)
Первое поколение было представлено в 1953 году. На выставке Моторама в 1953 году был представлен родстер Chevrolet Corvette (1953—1962). Он получил стеклопластиковый кузов, смонтированный на укороченном варианте рамного шасси от серийных «Шевроле», рядный шестицилиндровый мотор объёмом 3,9 л мощностью 152 л. с. и двухступенчатую автоматическую коробку передач Powerglide. Было построено 300 экземпляров, все автомобили окрашивались в белый цвет.
Считается, что главная заслуга в успехе этой модели принадлежит знаменитому автогонщику Зоре (Захарию) Аркусу-Дантову. Он адаптировал для Corvette новейший мотор семейства Small Block — 4,3-литровый карбюраторный V8, а также трёхступенчатую механическую коробку передач. А с 1957 года на автомобиль начали устанавливать инжекторный двигатель V8 объёмом 4,6 л и четырёхступенчатую механическую коробку передач. Оба варианта выпускались только с кузовом родстер.

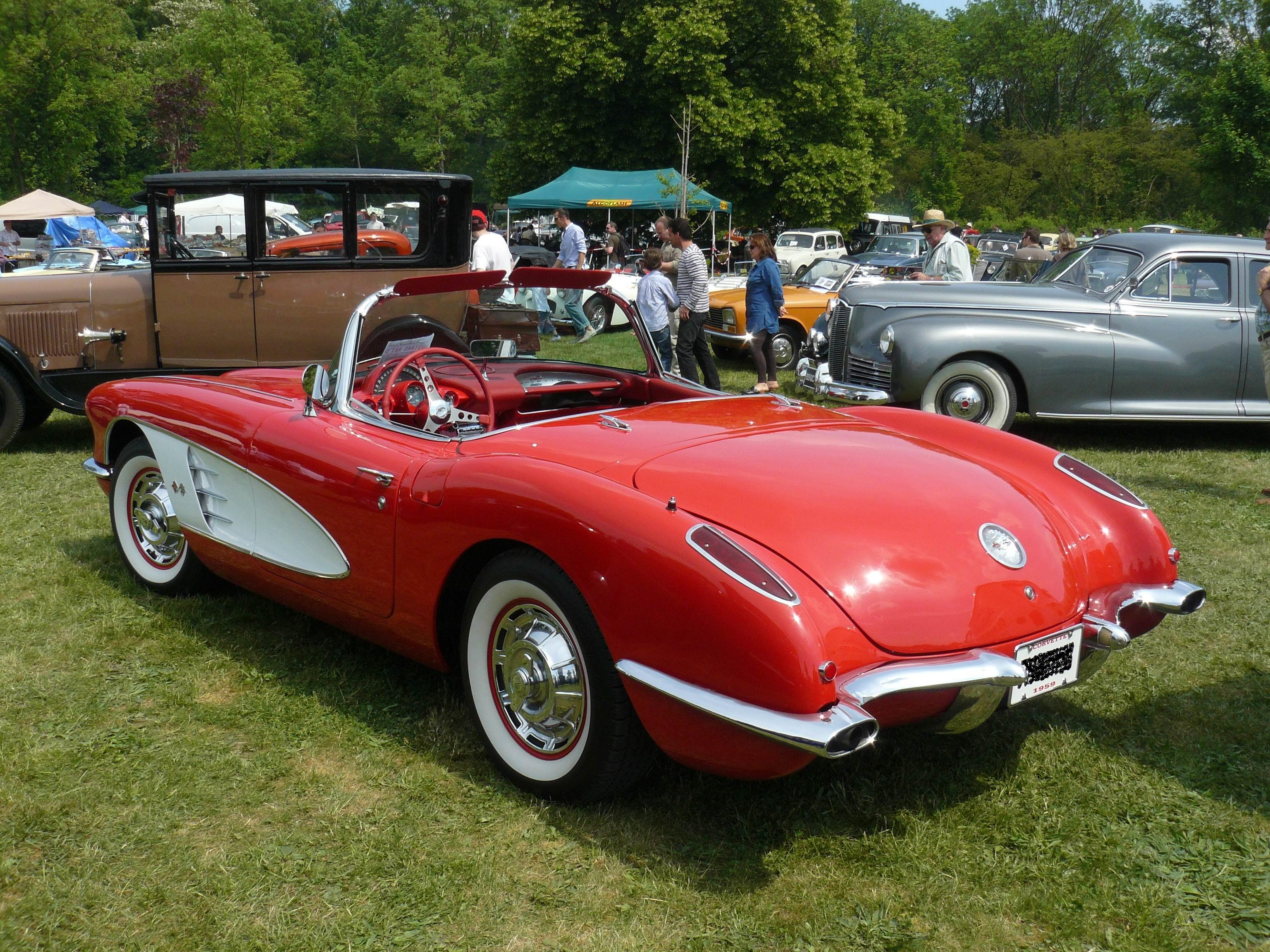
Chevrolt Corvette C1 вид сзади

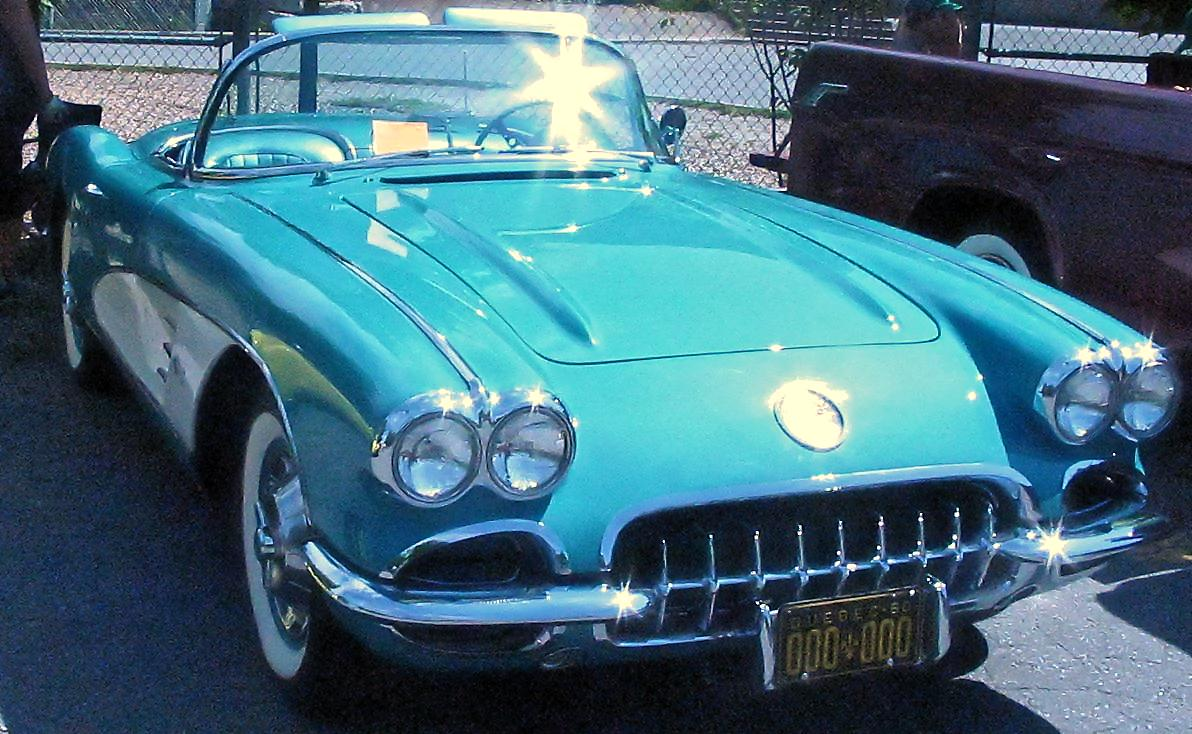
Chevrolet Corvette C1

## C2 (1963—1967)
Второе поколение Corvette C2 (1963—1967) («Stingray») разработали Ларри Шинода (создатель Ford Mustang Boss 302) и Билл Митчелл. Основой для модели послужил концепт XP-720, макет которого дизайнеры представили в 1960 году, который был основан на ещё более раннем концепте Q-Corvette Билла Митчелла.

В отличие от предыдущего поколения, выпускавшегося только с кузовом «родстер», новое поколение выпускалось и с кузовом купе. Дизайн автомобиля стал совершенно другим - значительно улучшилась аэродинамика, в том числе и за счёт скрытых фар. Задняя часть стала комбинацией «лодочной кормы» и кузова типа фастбэк с раздельным задним стеклом. Модель получила независимую двухрычажную подвеску на поперечных рессорах. Автомобиль оснащался моторами от предыдущего поколения, которые получили транзисторное зажигание. Мощность их составила 250, 300 и 340 л. с., мощность последнего в 1963 году была увеличена до 360 л. с. 

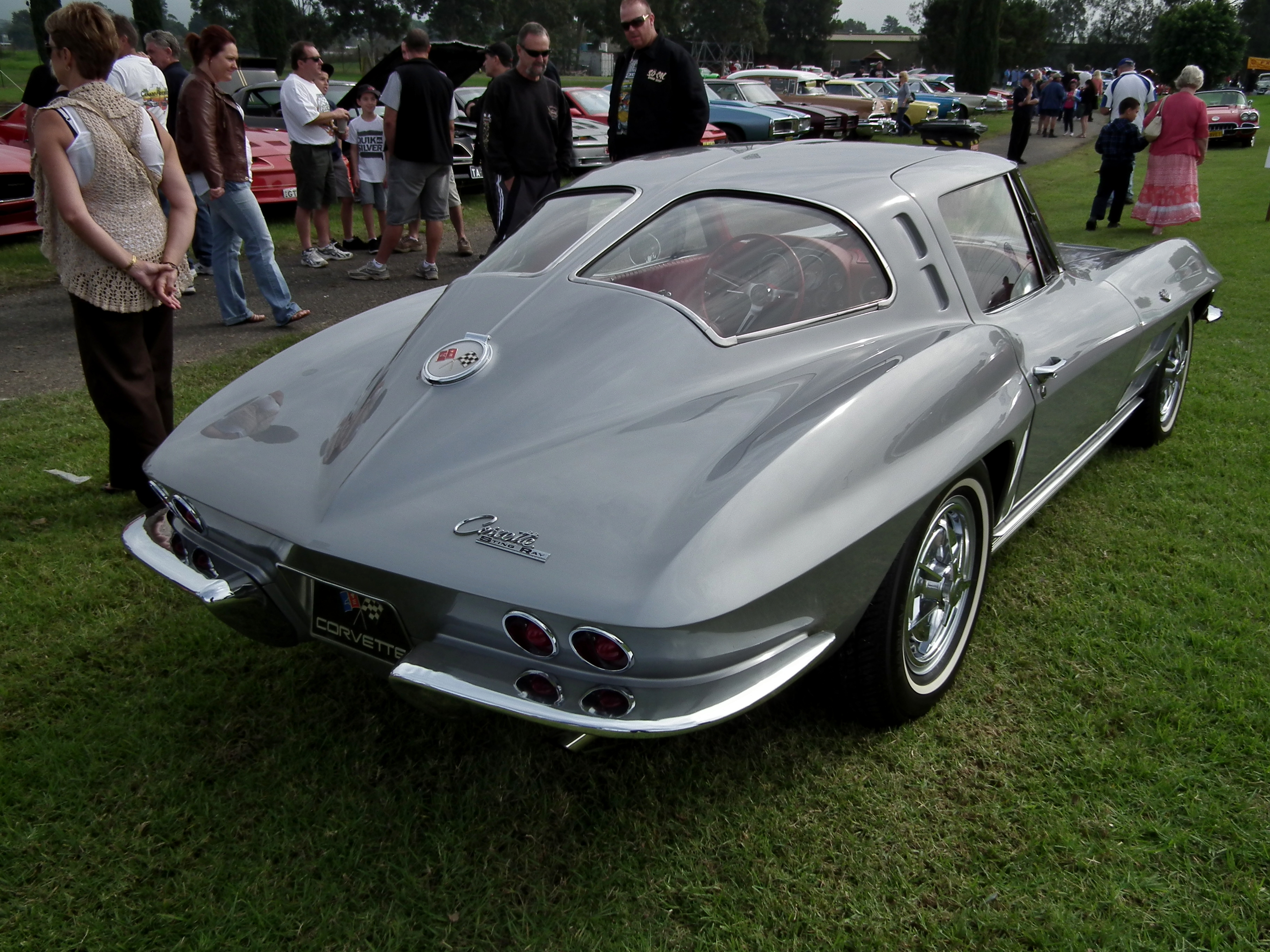
Chevrolet Corvette C2 «купе» 1963 года, вид сзади

В том же 1963 году была выпущена гоночная версия Grand Sport, которая отличалась облегченной конструкцией, включая также и двигатель, полностью изготовленный из алюминия. Всего было построено всего 5 экземпляров, оснащённых мотором V8 с четырьмя карбюраторами Weber объёмом 6,2 л, развивавшим мощность 550 л. с. 

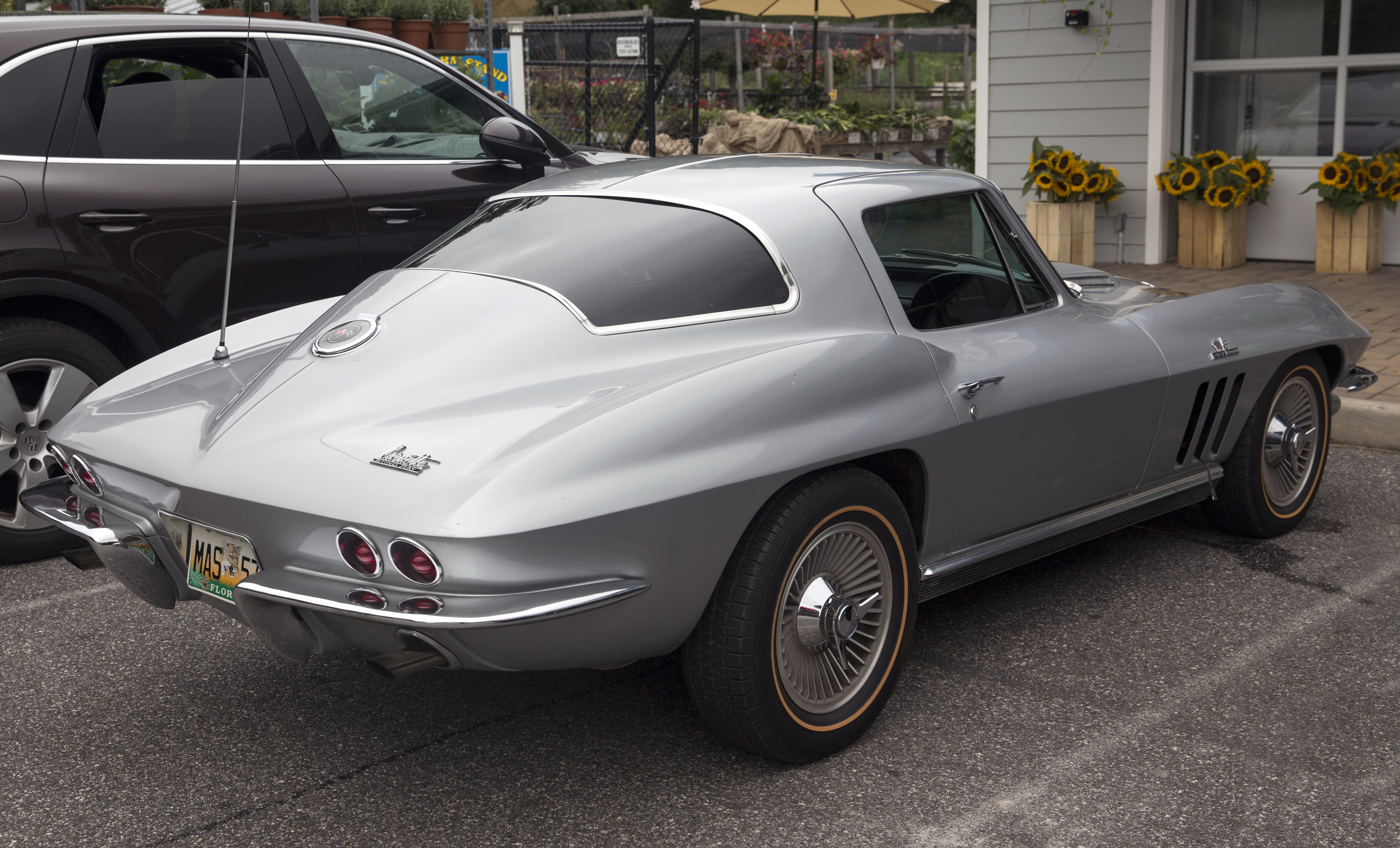
Chevrolet Corvette 1965 года

Уже в 1965 году модель претерпела рестайлинг: раздельное заднее стекло было заменено цельным (Аркус-Дунтов считал, что это ухудшало задний обзор), вентиляционные прорези на капоте исчезли. Автомобиль получил дисковые тормоза на всех четырёх колёсах и гидроусилитель руля. Также появились новые моторы V8 семейства Big Block — сначала 425-сильный 6,5-литровый, а затем — 435-сильный объёмом 7 л, оснащённый встроенным карбюратором Tri-Power. Моторы Small Block были уже недоступны, кроме единственной версии — с мощностью 350 л. с.

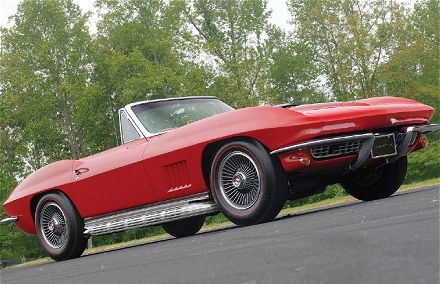
1967 Corvette Sting Ray 427, родстер

Всего было выпущено 117 964 машины.

## C3 (1968—1982)
Третий Chevrolet Corvette (1968—1982) основан на концепте Mako Shark II 1965 года, созданном Дэвидом Холлзом. Но некоторые создатели впоследствии утверждали, что основой был не Mako Shark II, а концепт XP-833, позднее известный как Pontiac Banshee.
Кузов купе уступил место кузову та́рга с жёсткой съемной крышей из двух половин. Панорамное заднее стекло было заменено небольшим, почти вертикальным с массивными задними стойками.

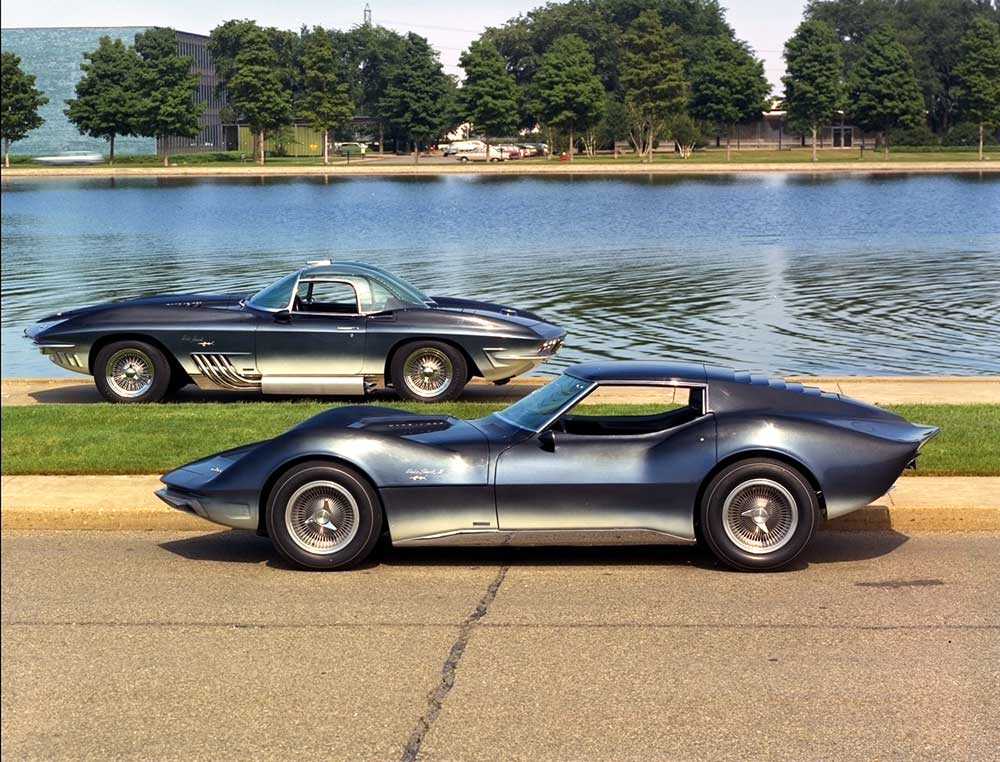
Концепты Mako Shark I (вверху) и II

Первоначально третье поколение базировалась на агрегатах С2. В 1969 году появился новый двигатель Small Block объёмом 5,7 л (300 л. с.) вместо старого мотора объёмом 5,36 л. В 1970 году появились новые моторы Big Block 7,44 л, 390 л. с. и самый мощный Small Block мощностью 370 л. с. в версии LT-1. Было доступно семь различных передаточных чисел главной передачи. Задний дифференциал повышенного трения был опцией, но его устанавливали на 95 % машин.

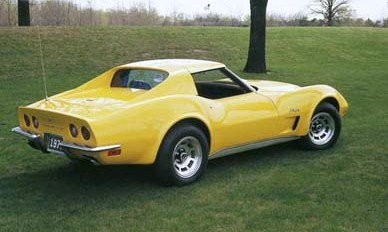
Corvette C3, вид сзади

В 1971 году продажа этилированного бензина в США была запрещена, в связи с чем необходимо было уменьшить степень сжатия. Это повлекло и снижение мощности моторов. Теперь 7,4-литровый мотор Big Block развивал мощность 365 л. с., а мощность LT-1 упала до 330 л. с.
В 1972 году новые требования обязали производителей указывать мощность двигателей с учётом привода навесных агрегатов и механических потерь. Теперь указанная мощность Big Block составляла всего 270 л. с, а Small Block максимум 205 л. с. (при этом их конструкция не менялась).
В 1973 году модели с Big Block были запрещены к продаже в Калифорнии. Двигатель  LT-1 был заменён на менее мощный двигатель L82 объёмом 5,7 л и мощностью 250 л. с. Также согласно новым требованиям в этом году появились «пятимилевые» бамперы (выдерживающие столкновение на скорости до 8 км/ч). Сначала «пятимилевым» стал только передний бампер, но в следующем году и задний бампер стал энергопоглощающим: алюминиевая балка с подвижными креплениями была закрыта пластиковой панелью кузова.
Стеклопластиковый кузов был основной производственной проблемой Corvette: при отверждении смолы происходила неизбежная деформация панелей. В связи с этим с 1973 года кузовные панели изготавливались из прессованного армированного пластика (SMC).
В 1974 году двигатели объёмом 7,44 л Big Block больше не предлагались в связи с новыми требованиями к уровню вредных выбросов. С 1975 года в США стала обязательной установка каталитических нейтрализаторов. В связи с этим ещё более снизилась мощность двигателей: теперь  базовый мотор объёмом 5,7 л выдавал мощность всего 165 л. с, а версия L82 — всего 205 л. с. Кузов «кабриолет» больше не выпускается и вновь появится только в следующем поколении.

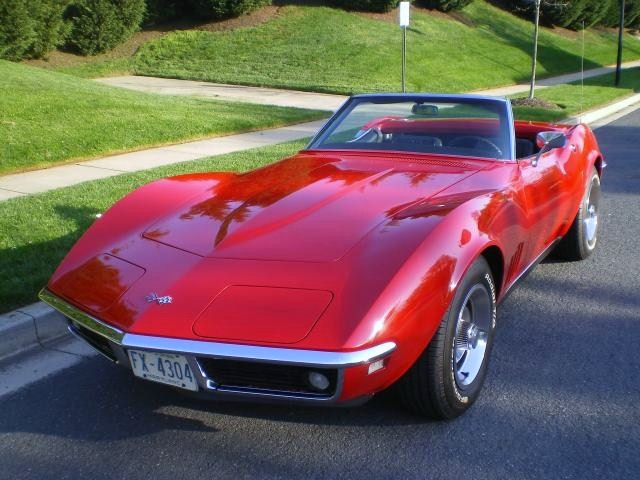
Кабриолет Chevrolet Corvette C3

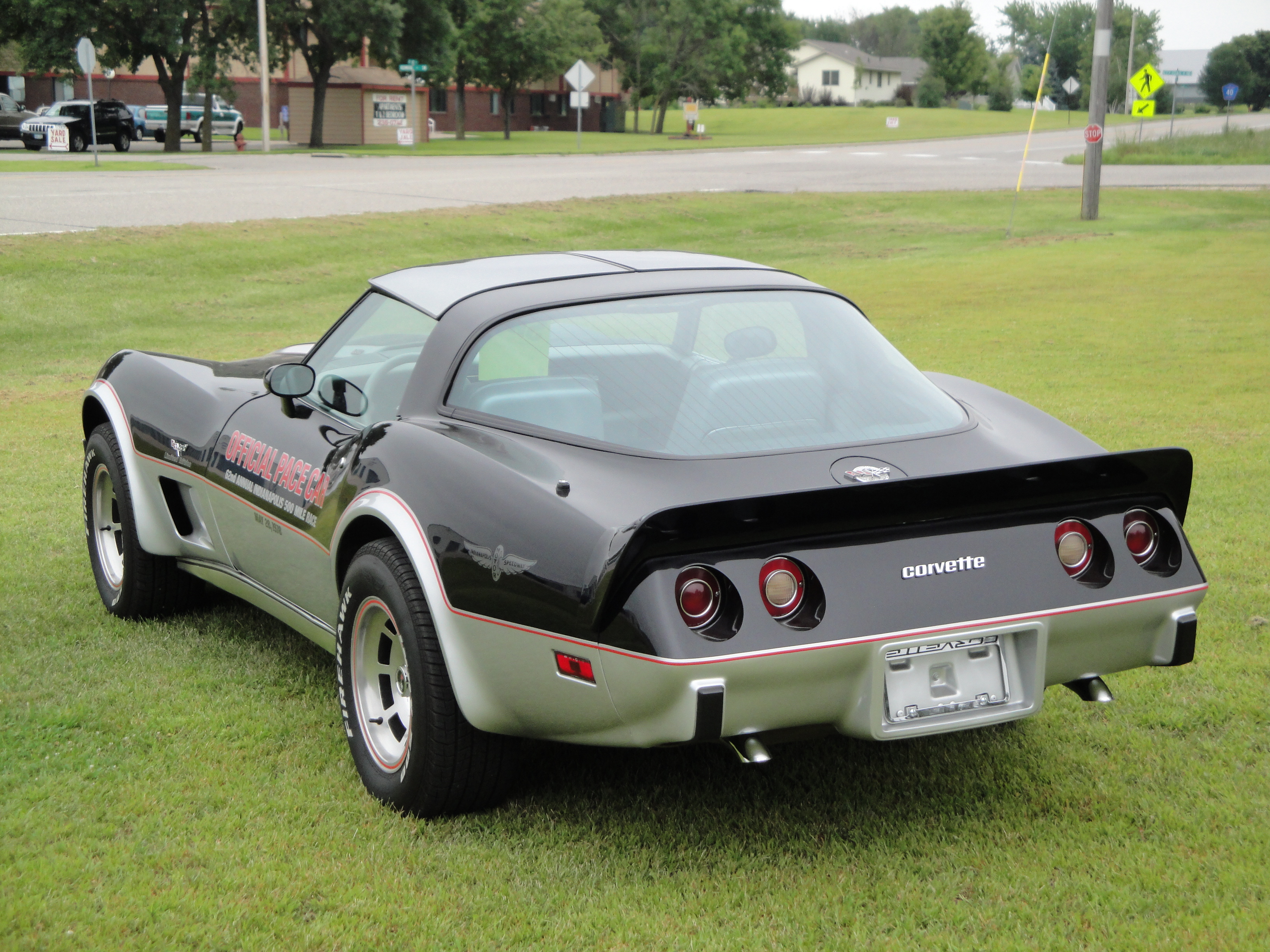
1978 Chevrolet Corvette C3 Indy 500 Pace Car

В 1978 году третье поколение подверглось рестайлингу: к 25-летию марки была выпущена ограниченная серия «25th anniversary».
Автомобиль вновь получил заднее панорамное стекло типа фастбэк. Мощность двигателей выросла за счёт нового впускного коллектора и улучшенного выхлопа: теперь базовые двигатели L-48 выдавали 185 л. с., а более мощные L-82 220 л. с.
В 1979 году был обновлён интерьер, который включал новые сиденья, приборную панель, полноценный перчаточный ящик, рулевую колонку с регулировкой. Было доступно множество новых дополнений: электрические замки и стеклоподъёмники, задний спойлер, зеркальная крыша, восьмидорожечный кассетный проигрыватель, алюминиевые колёсные диски.
В 1980 году третье поколение Corvette было вновь обновлено: автомобиль получил новые аэродинамические задние и передние бамперы. Кондиционер и электропакет стали стандартным оснащением. Двигатель L82 был оснащён карбюратором и системой зажигания с электронным управлением, его мощность была увеличена до 230 л. с.

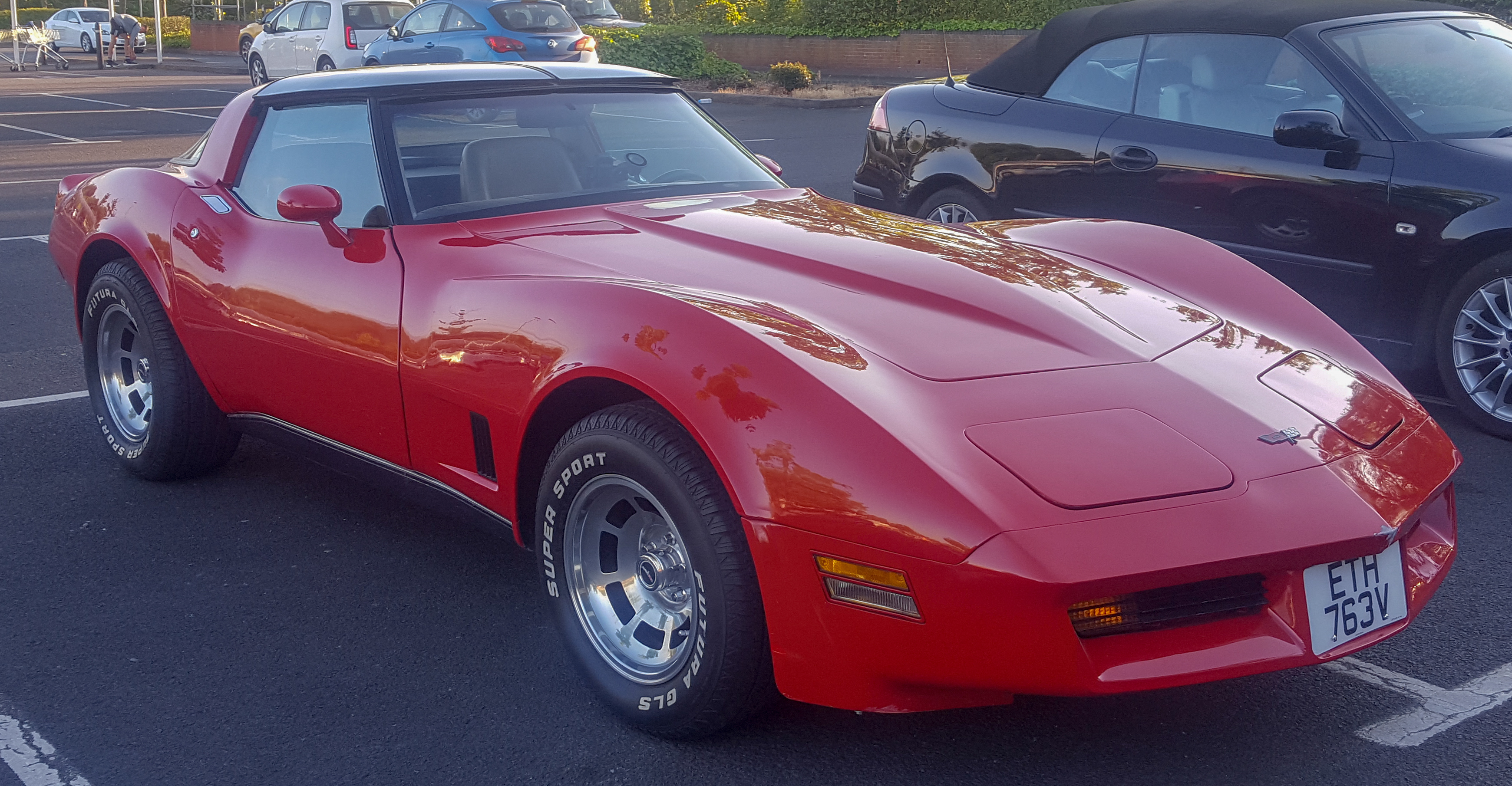
Corvette C3 1980 года

Объёмы выпуска Corvette С3 составили 542 861 шт.
Также в 1970-1972 годах выпускались гоночные версии Corvette ZR1 и ZR2. Мотор 5,7 л LT-1 версии ZR1 выдавал мощность 330 л. с. а LS6 Big Block версии ZR2 430 л. с. Автомобили имели спортивную подвеску, четырёхступенчатую МКПП с узкими передаточными числами, специальные ремни безопасности и минимальное оснащение.
История третьего поколения в таблице:
| Год  | Выпущено | Примечание |
| ---- | -------- | --- |
| 1968 | 28 566   | первый год выпуска С3 Sting Ray. |
| 1969 | 38 462   | первый год с двигателем объёмом 350 дм³ (5,7 л) Small-Block; название модели изменено на Stingray.                                                      |
| 1970 | 17 316   | первый год с двигателем LT-1 Small-Block и 454 дм³ (7,4 л) Big-Block                                                                                    |
| 1971 | 21 801   | Уменьшение мощности в связи с новыми требованиями к бензину.                                                                                            |
| 1972 | 27 004   | Последний год с передним хромированными бамперами, двигателем LT-1, новая опция — опускаемое заднее стекло.                                             |
| 1973 | 30 464   | На один год появились хромированные задние и пластиковые передние бампера                                                                               |
| 1974 | 37 502   | Последний год с двигателем 454 дм³ (7,4 л) Big Block |
| 1975 | 38 645   | Последний год выпуска версии «кабриолет». |
| 1976 | 46 558   | Небольшие изменения |
| 1977 | 49 213   | Новая приборная панель, исчезла надпись Stingray. |
| 1978 | 46 776   | Версия «25th anniversary», версия Indy 500 Pace Car, изменение центральной панели, появилось панорамное заднее стекло «фастбэк».                        |
| 1979 | 53 807   | Новый интерьер, максимальные годовые продажи. |
| 1980 | 40 614   | Изменён дизайн переднего и заднего бампера, капота, шкала спидометра ограничена до 85 миль/час (137 км/ч) в соответствии с новым федеральным законом.   |
| 1981 | 40 606   | Производство переносится из Сент-Луиса в новый завод в Боулинг-Грин                                                                                     |
| 1982 | 25 407   | Автомобили больше не оснащаются МКПП, система электронного впрыска топлива Cross-Fire, новый двигатель Small Block L83 205 л. с., коллекционный выпуск. |

## C4 (1984—1996)
Четвёртый Corvette (1983—1996) был не столь революционным внешне, как предыдущее поколение. Изменения касались в первую очередь кузова. Автомобиль получил новый кузов, отличительной особенностью которого было отсутствие периферийной рамы, в отличие от предыдущих моделей. Рама была заменена несущей конструкцией из лонжеронов, панелей пола, стоек дверей и дуги заднего стекла (uniframe). Стеклопластиковые панели были заменены прессованными из армированного  пластика (SMC) ещё на предыдущем поколении. Крыша была съёмной, как и в предыдущем поколении, однако на этот раз цельной. На дополнительную плату предлагалась также панорамная крыша из плексигласа. До 1990 года автомобили оснащались цифровой панелью приборов. В 1986 году вновь появился кузов «родстер» с мягким верхом.

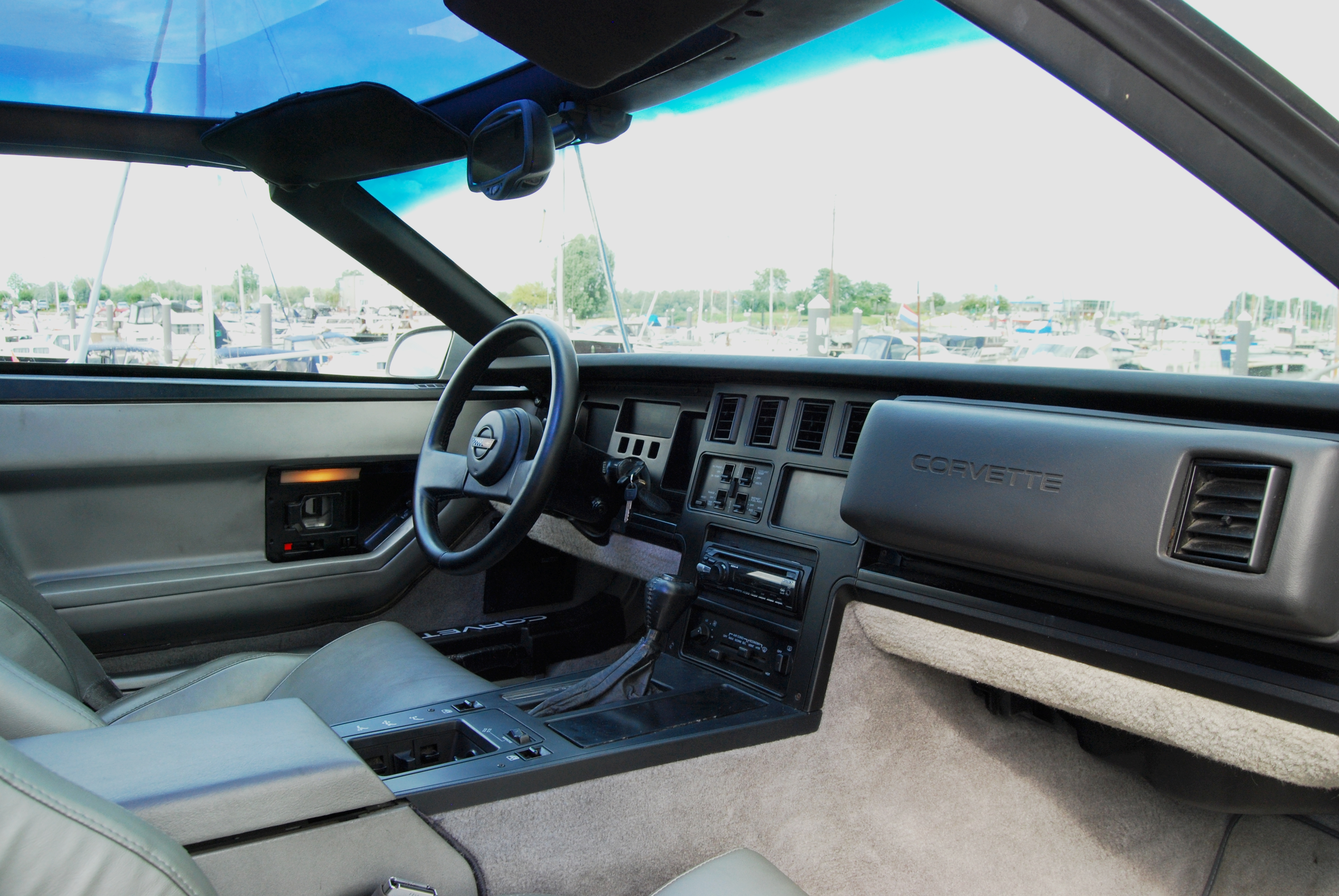
Салон C4 до рестайлинга

В части моторов изменений не произошло — поначалу применялся базовый двигатель L83 от предыдущего поколения. С 1985 года был доступен новый 5,7-литровый мотор L98 мощностью 230 л. с. с распределённым впрыском, вместо сдвоенного моновпрыска CrossFire. Были доступны два варианта трансмиссии АКПП и МКПП, причём последняя представляла собой последовательно соединённые четырёхступенчатую МКПП и дополнительный овердрайв на двух-четырёх передачах (Doog Nash 4+3). Коробки «4+3» устанавливались до 1989 года, далее были заменены шестиступенчатой МКПП производства ZF.
В 1991 году автомобиль претерпел рестайлинг — круглые задние фонари стали несколько более угловатыми, дополнительные фары стали узкими, в стиле Mazda RX-7, и стали представлять одно целое с поворотниками. Основные изменения коснулись салона — он был полностью другим. Цифровая приборная панель была заменена более классической, угловатая передняя панель получила сглаженные формы, также были доступны новые кресла с регулировками. Исчезла несуразная «хлебница» (breadbox) — массивная травмобезопасная панель пассажира, вместо этого были установлены подушки безопасности, также мощность двигателя L98 была увеличена до 250 л. с.
С 1992 года Corvette C4 оснащались новым двигателем LT1 мощностью 300 л. с. Мотор получил более эффективную систему охлаждения с более производительным водяным насосом, увеличенную степень сжатия и новую систему впрыска MFPI. Это было первое серьёзное изменение конструкции Small Block, начиная с 1953 года.
Всего было выпущено 358 180 экземпляров.

### Corvette ZR1

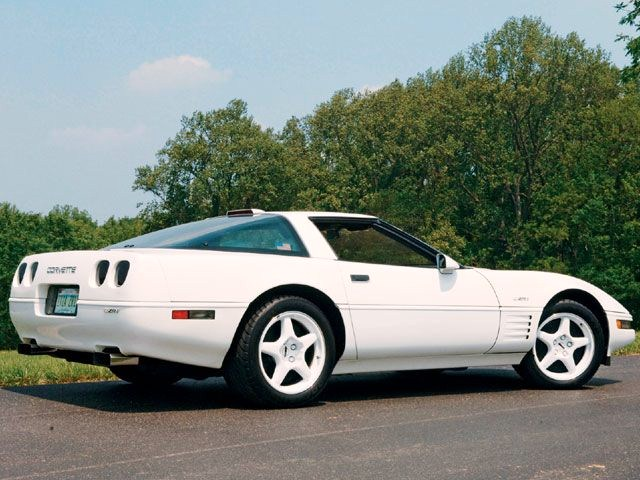
Corvette C4 ZR1

В 1990 году на была выпущена версия Corvette ZR1 — в честь знаменитого  ZR1 1970 года, оснащённая 375-сильным двигателем V8 LT5 с алюминиевым блоком цилиндров и головками блоков, разработанным совместно с компанией Lotus. Головки имели по два распредвала, на каждый цилиндр было по четыре клапана, что было нетипично для американского двигателестроения. Автомобиль также имел управляемые газовые амортизаторы, усиленные дисковые тормоза, другие колёса, оснащался шестиступенчатой МКПП ZF с более «короткой» главной передачей.

### Callaway C4

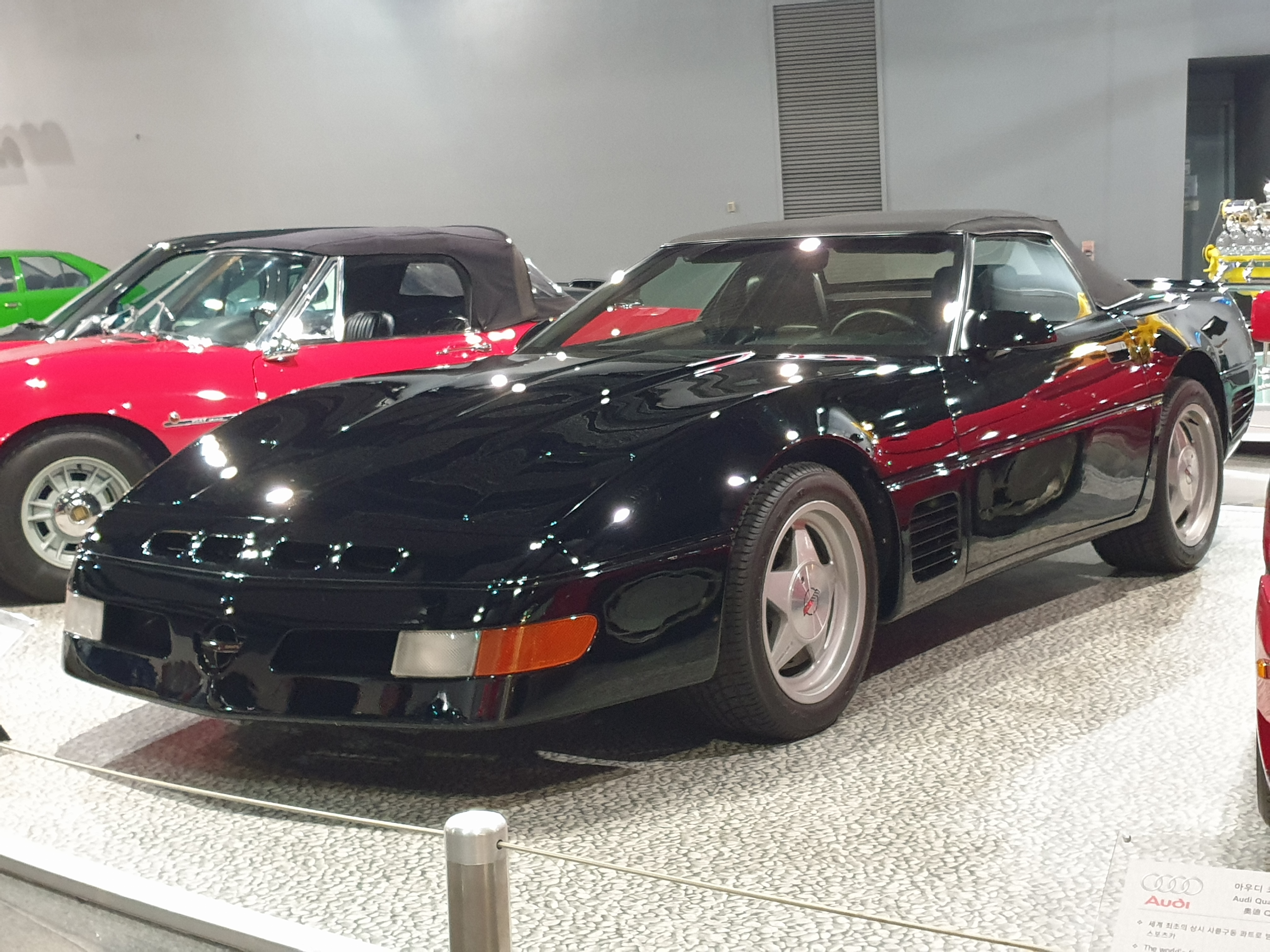
Родстер Callaway C4

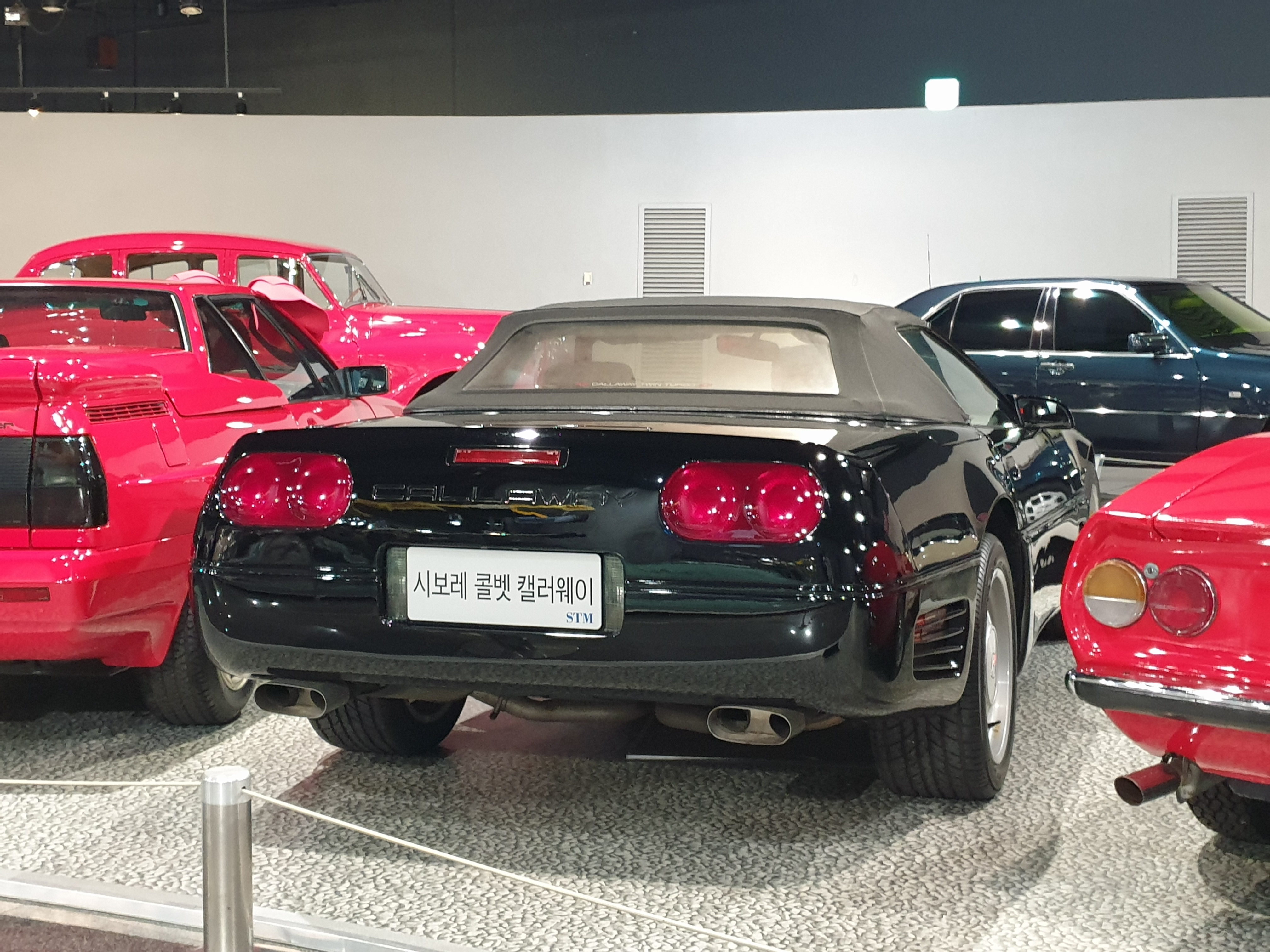
Callaway C4, вид сзади(кузов Aerobody)

С 1987 по 1991 год тюнинговой компанией Callaway Cars производились ограниченные серии Corvette C4 с турбонаддувом. Специальная версия была доступна для любого кузова за доплату 20 000 долларов. Мощность Small Block L98 составляла 345 л. с. за счёт установки двух турбин, в 1989 году мощность была доведена до 390 л. с., а в 1990 до 403 л. с. Было построено несколько автомобилей с кузовом «спидстер» с низким лобовым стеклом. Также предлагались аэродинамические обвесы Aerobody. Всего в конструкцию базового C4 вносилось около 1000 различных изменений.
В 1988 году в единственном экземпляре был выпущен Callaway Sledgehammer («Кувалда») с двигателем мощностью 898 л. с. и крутящим моментом 1047 Нм. Автомобиль развивал скорость 410 км/ч и стал самым быстрым дорожным автомобилем своего времени.

### Grand Sport
В 1996 году была выпущена лимитированная серия Chevrolet Corvette C4 Grand Sport, названная так в честь одноимённой модели 1963 года. На машине устанавливался двигатель LT4 мощностью 330 л. с., который представлял собой более мощную версию двигателя LT1 с увеличенной степенью сжатия и большим ходом клапанов. Было выпущено всего 1000 экземпляров: 810 c кузовом купе и 190 родстеров.

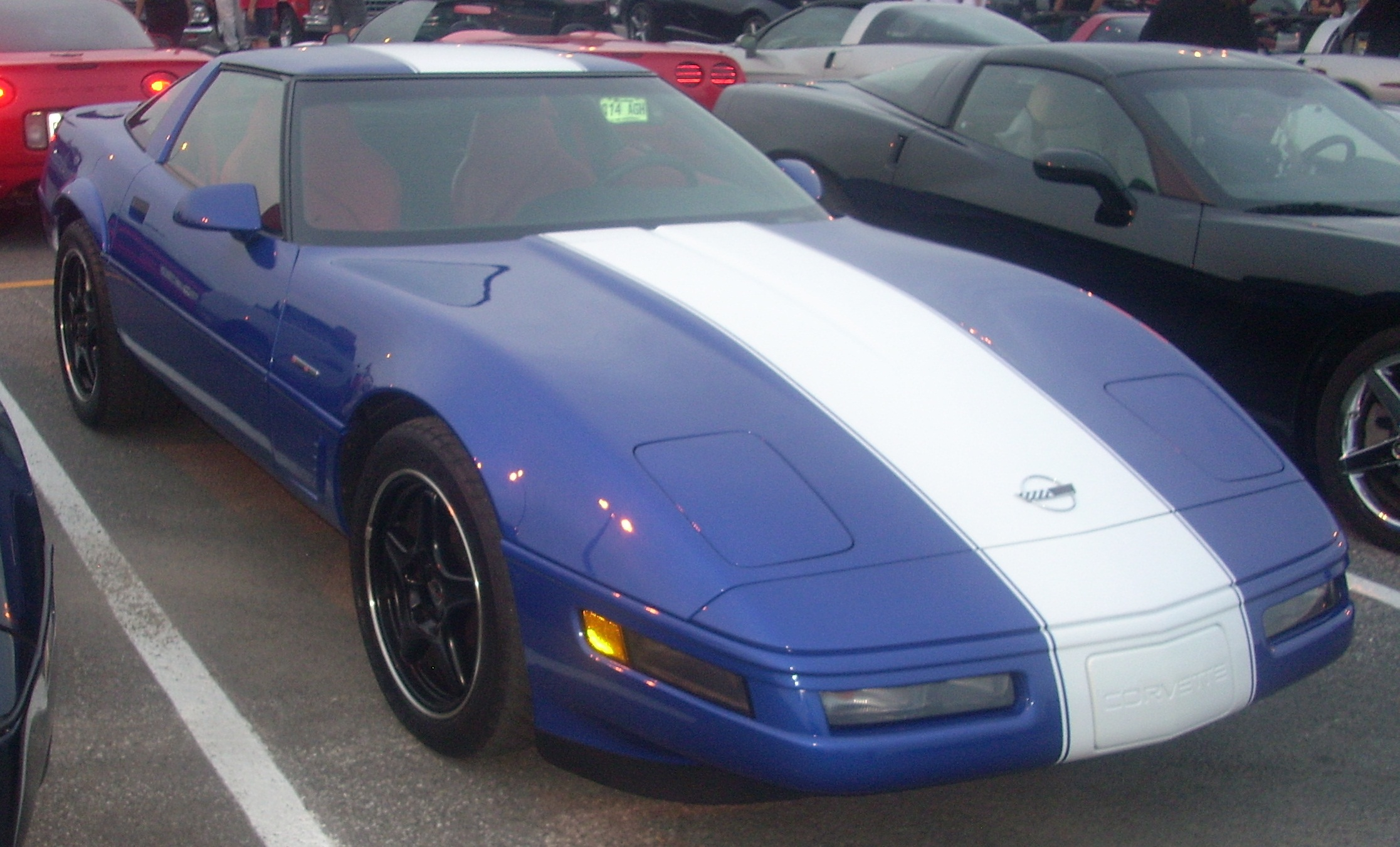
Corvette C4 Grand Sport

## C5 (1997—2004)
Модель С5 (1997—2004), разработанная инженером Дэйвом Хиллом и дизайнером Джоном Каффаро, получила новую платформу — подвеску на поперечных карбоновых рессорах, монокок на мощном пространственном каркасе, компоновку по схеме transaxle с отнесённой к задней оси шестиступенчатой КПП Tremec T56. Интересной особенностью новой платформы является конструкция пола, представляющая собой «сэндвич» из двух слоёв металла, между которыми зажата пластина бальсового дерева. Бальса была выбрана из-за того, что великолепно поглощает вибрации. Стандартная версия оснащалась двигателем LS1 (V8, объём 5,7 л, мощность 345 л. с.), а версия Z06 — двигателем LS6 (V8, объём 5,7 л, мощность 385 л. с.). Начиная с 2002 и до 2004 года на версию Z06 устанавливали усовершенствованный двигатель LS6 мощностью 405 л. с. Также Z06 отличалась схемой подвески — были использованы алюминиевые пружины; также был изменён силовой каркас. Было построено 247 851 С5-х Corvette в кузовах купе и кабриолет.
Для гонок серий FIA GT и ALMS на базе C5 в версии Z06 строилась машина класса GT1 — Chevrolet Corvette C5.R.

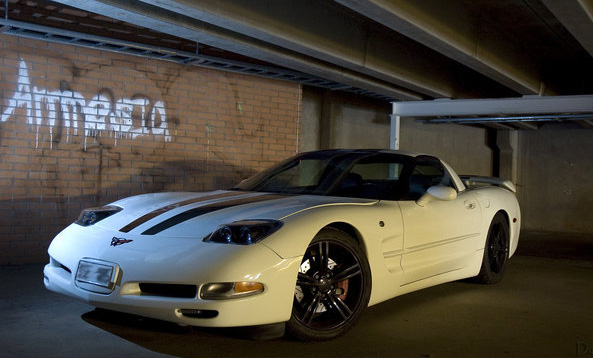
1998 Chevrolet Corvette C5 купе

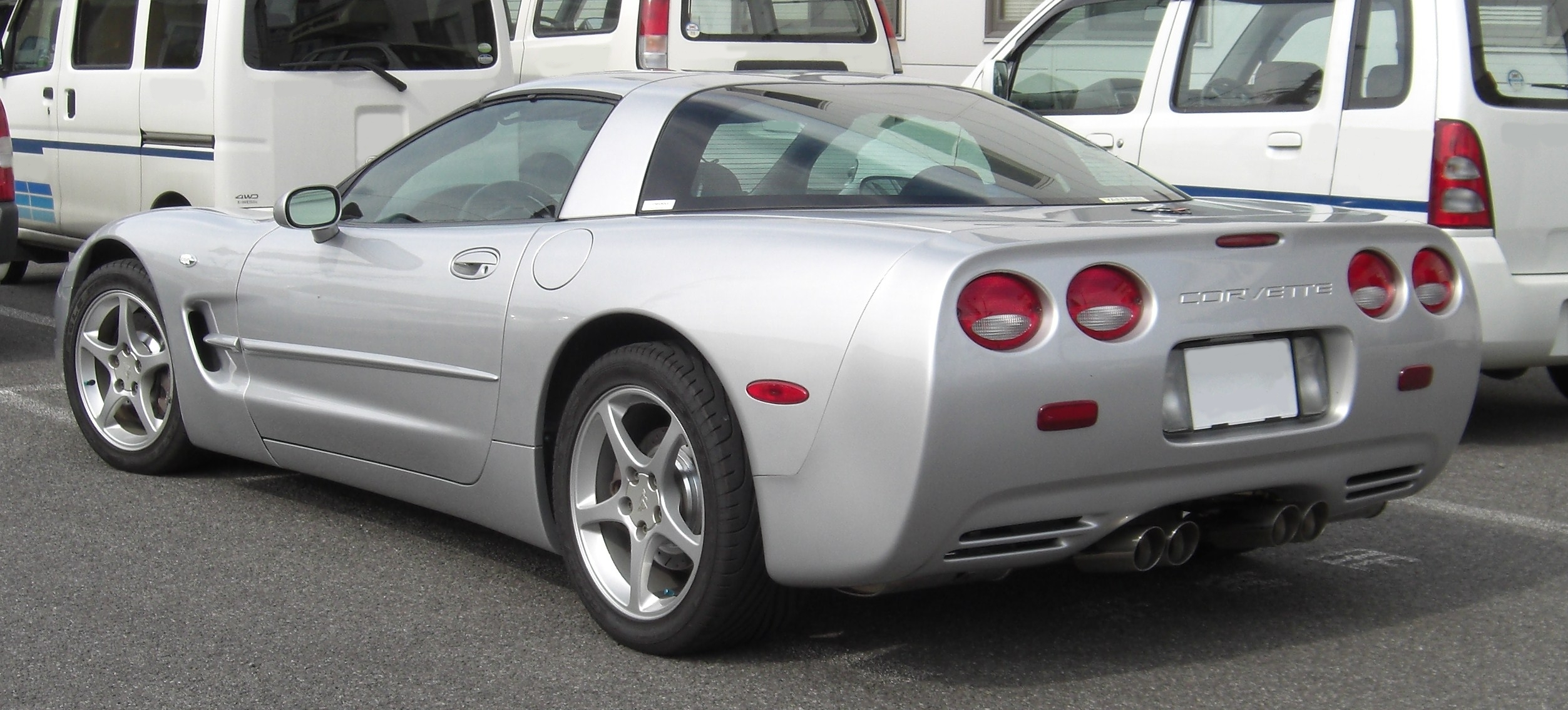
Chevrolet Corvette C5

## C6 (2005—2013)
На автосалоне в Детройте в январе 2004 года представлен Corvette C6 с кузовами купе и кабриолет. Построенный на обновлённой платформе модели С5 (2005—2013), имеющий ту же подвеску и схему с отнесённой назад коробкой передач, С6 получил новый мотор объёмом 6,2 л, развивающий мощность 437 л. с. и крутящий момент 585 Н·м. В 2008 году модель получила модернизированную трансмиссию, выхлопную систему, новые варианты окраски кузова, оформления колёсных дисков и улучшенную отделку интерьера. На его базе была создана модификация Corvette Z06. Эту версию отличает широкое использование алюминия в силовых элементах кокпита, алюминиевые рычаги, а также 505-сильный семилитровый мотор LS7; На его основе был подготовлен гоночный Corvette C6.R, для участия в серии ALMS и гонках FIA GT, который шесть раз выигрывал гонку в Ле-Мане в своем классе, а также Corvette ZR1, оснащённый компрессорным 6,2-литровым мотором LS9, развивающим 638 л. с.
Главным недостатком современных моделей Corvette считается повышенный шум заднего дифференциала (в силу его конструкции).

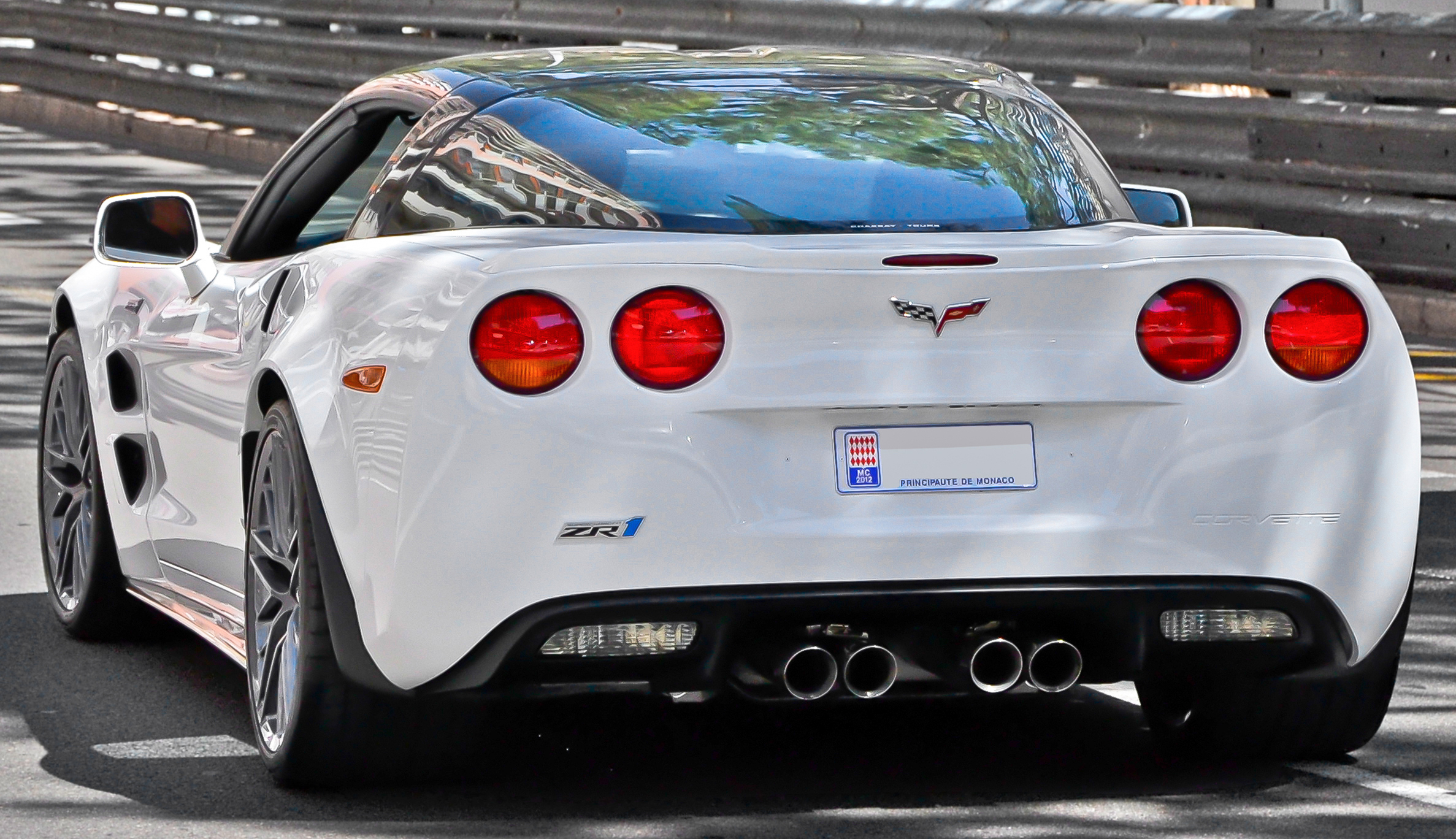
Chevrolet Corvette ZR1

### Corvette ZR1 Hero Edition
Chevrolet подготовила для благотворительной сети Kids Wish Network специальную модификацию суперкара Corvette ZR1, которая получила название Hero Edition. Автомобиль создан в единственном экземпляре и вместе с классическим родстером Chevrolet Corvette 427 1967 года выпуска стал призом в специальной лотерее.
От обычного ZR1 модификация отличается особым оформлением экстерьера с красно-оранжевыми полосами на капоте и багажнике, выполненной в аналогичном стиле с крышкой двигателя, дополнительными карбоновыми накладками, а также шильдиками на кузове с надписью «Hero Edition». Кроме того, на внутренней стороне капота свои автографы оставили инженеры Chevrolet, участвовавшие в разработке суперкара Corvette. Технически новинка не изменилась.
В США стоимость лотерейного билета составляла $3. Победители были названы 23 декабря 2009 года.

## C7 (2014—2019)
Chevrolet Corvette C7 выпускается с 2014 года. По данным Motor Trend, выпуск седьмого поколения изначально планировался на 2011 модельный год (к 100-летию Chevrolet), но его появление было задержано. Chevrolet Corvette седьмого поколения был представлен 13 января 2013 года на Североамериканском международном автосалоне. Новое поколение также получило приставку «Stingray» к названию, а дизайн частично унаследовало от концепт-кара Stingray, который General Motors представила в начале 2009 года на автосалоне в Чикаго. Автомобиль комплектуется новым мотором LT1 (V8, объём 6,2 л, мощность 466 л. с. при 6000 об./мин), который помогает машине разгоняться от 0 до 100 км/ч за 3,8 секунды. Предлагается две коробки передач на выбор: шестиступенчатый автомат или 7-ступенчатая «механика».
В 2015 году увидела свет модификация Z06 Corvette, а в 2019-м — очередная спецсерия ZR1. Мощность C7 ZR1 — 755 лошадиных сил.

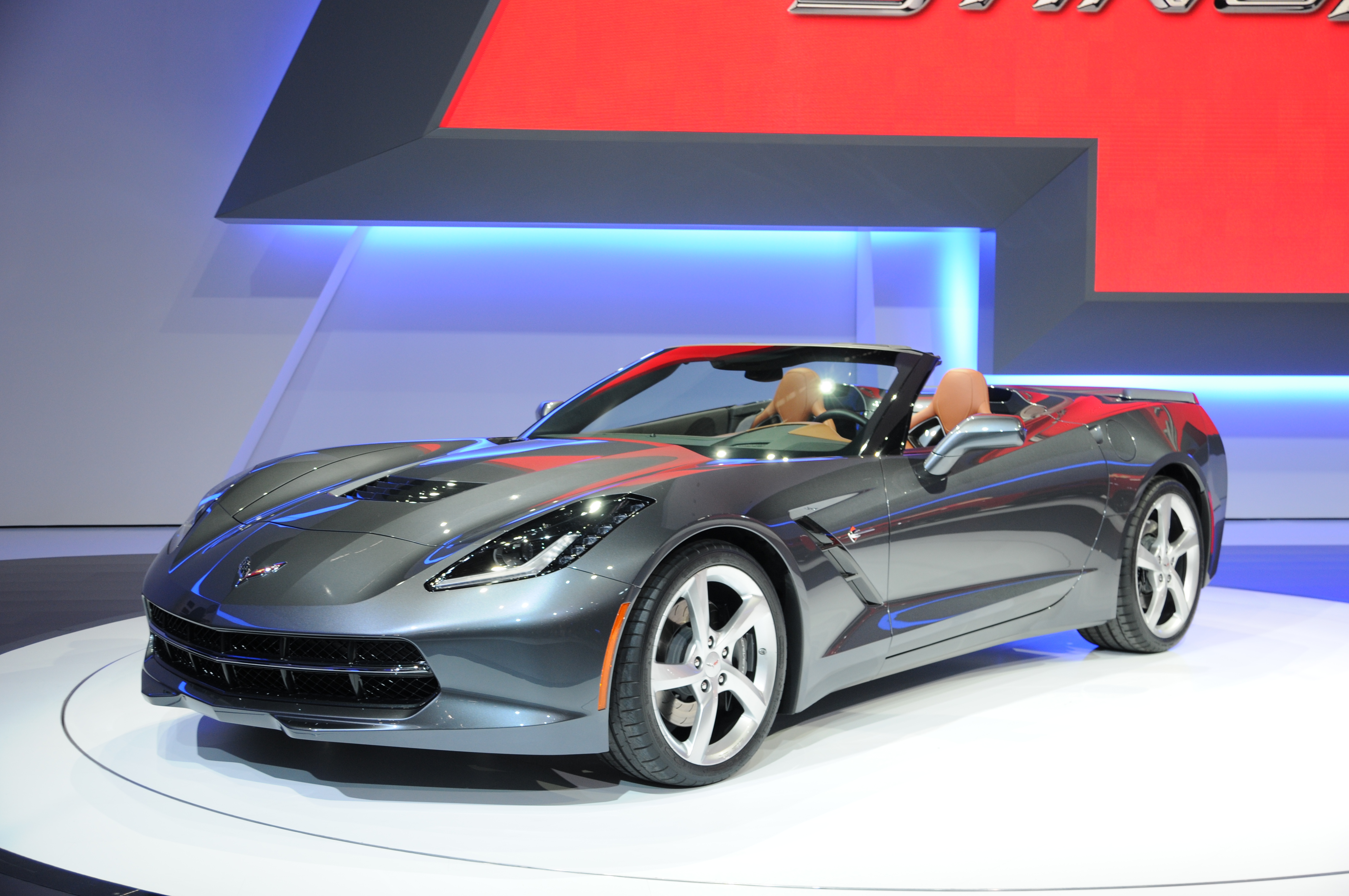
2013 Chevrolet Corvette C7 Convertible

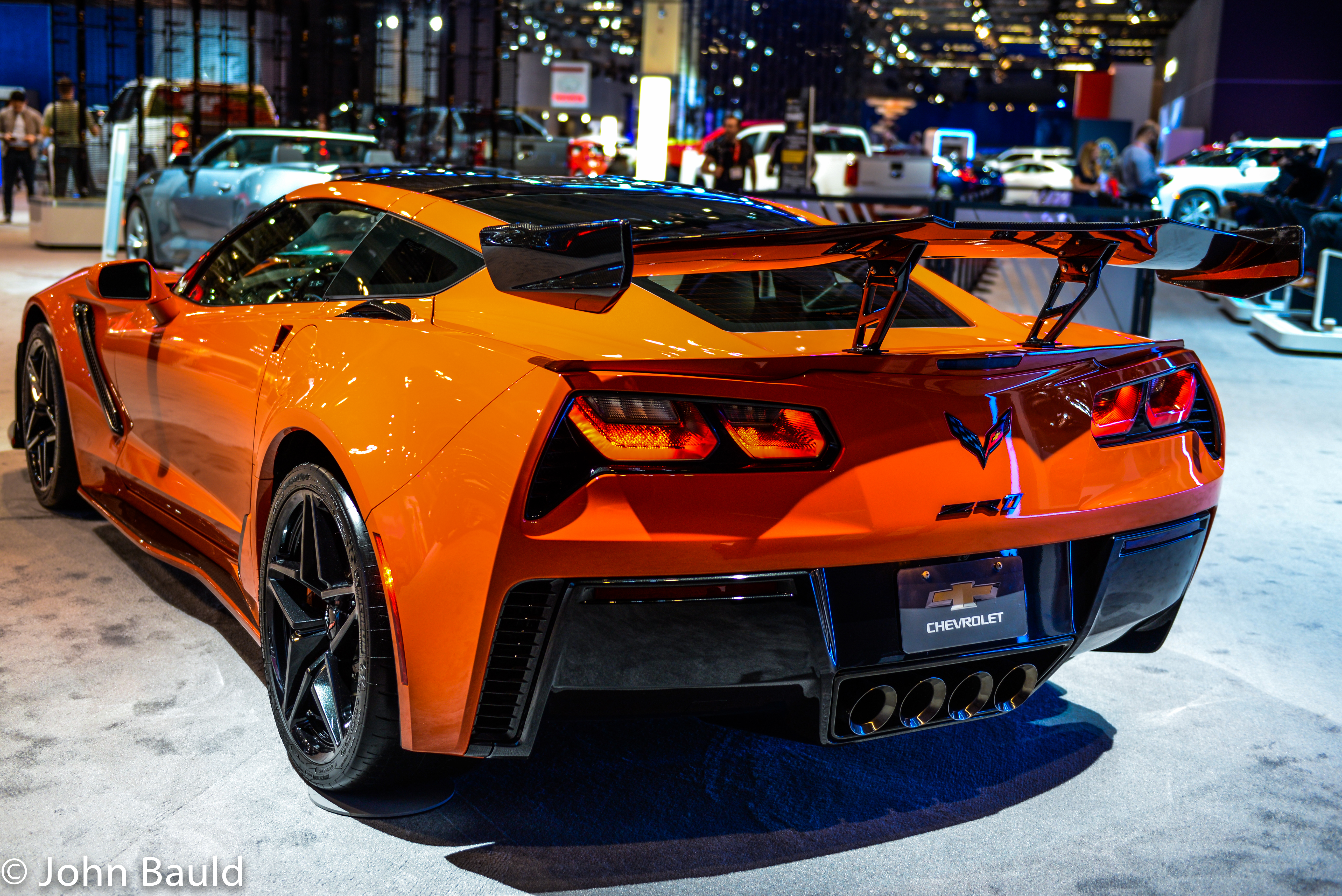
Chevrolet Corvette ZR1 C7

## C8 (2020—настоящее время)

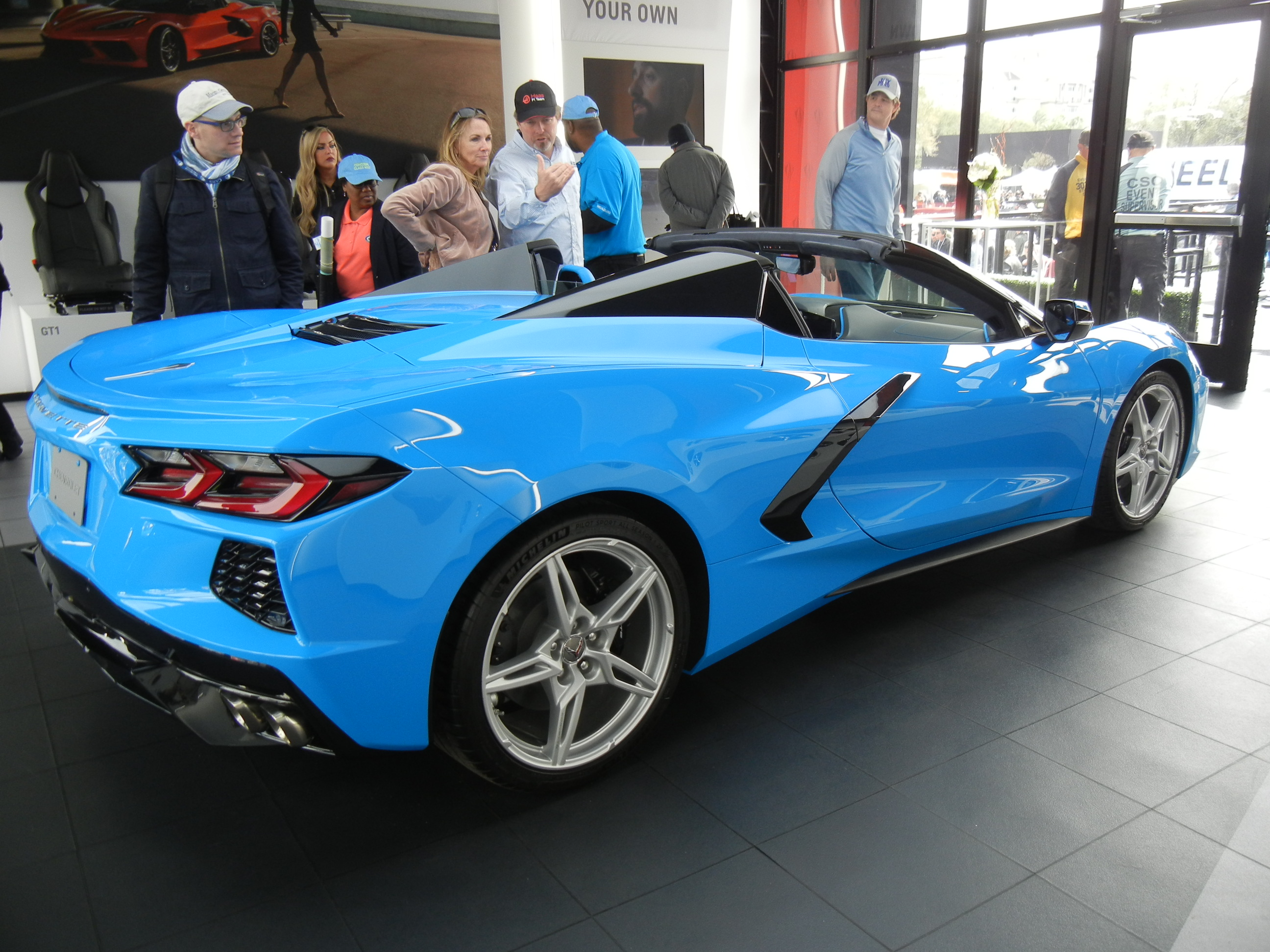
2020 Chevrolet Corvette C8, родстер

21 июля 2019 года был представлен преемник поколения C7 — Chevrolet Corvette C8. Главная особенность машины — переход на среднемоторную компоновку двигателя. Серьёзно усовершенствованный силовой агрегат от модели С7, располагающийся между монококом и кормовым багажником (у машины их два), развивает мощность 502 л. с. и 637 Нм крутящего момента. Дизайн новинки продолжает стилистические тенденции, заложенные в предыдущем поколении, но из-за особенностей компоновки Corvette утратил одну из главных своих особенностей — длинный, выдающийся вперед нос и смещённую назад кабину.
Новое поколение появилось на рынках в 2020 году. В декабре 2020 в продажу поступила версия 2021 Corvette, в которую внесены небольшие изменения.

### История среднемоторных автомобилей компании
Особо следует заметить, что хотя автомобили с среднемоторной компоновкой начали производиться в восьмом поколении (хотя седьмое поколение также планировалось среднемоторным), опытовые автомобили строились ещё со времён первого.
Первым таким автомобилем был CERV (Chevrolet Experimental Racing Vehicle), который создал и испытывал лично Зора Аркус-Дунтов. Автомобиль с открытыми колёсами создавался для отработки конструкции подвески, рулевого управления тормозов и собственно двигателя V8 в гоночных условиях. Множество решений легло в основу Corvette первого и второго поколений, такие как независимая подвеска, полностью алюминиевый двигатель, увеличенные шины и другое.

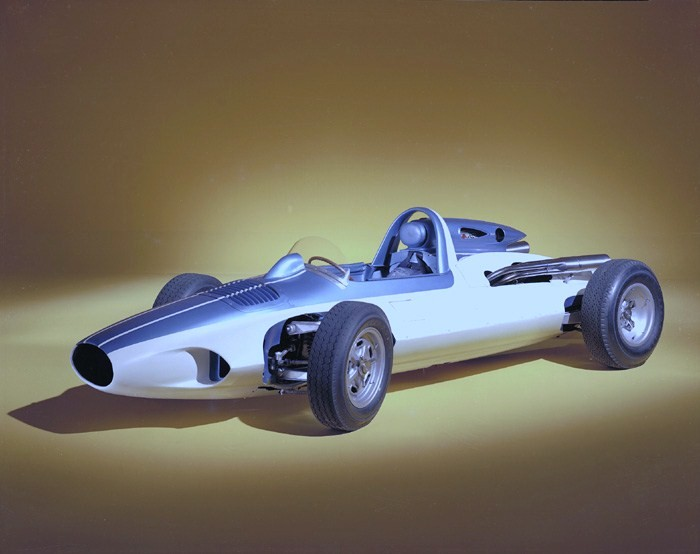
CERV I

CERV II, работа над которым была завершена в 1964 году имел не только среднее расположение двигателя, но и полный привод. Автомобиль предназначался для гонок и должен быть конкурентом Ford GT40.  Но этого не произошло — в 1965 году GM завершила свою гоночную историю. С двигателем Big Block мощностью около 500 л. с. машина разгонялась  от 0-97 км/ч за 2,8 секунды. По замыслу Аркуса-Дунтова, машина должна была стать основой для третьего поколения, но этому препятствовала уже слишком необычная конструкция — каждая ось имела собственную двухступенчатую автоматическую коробку передач.

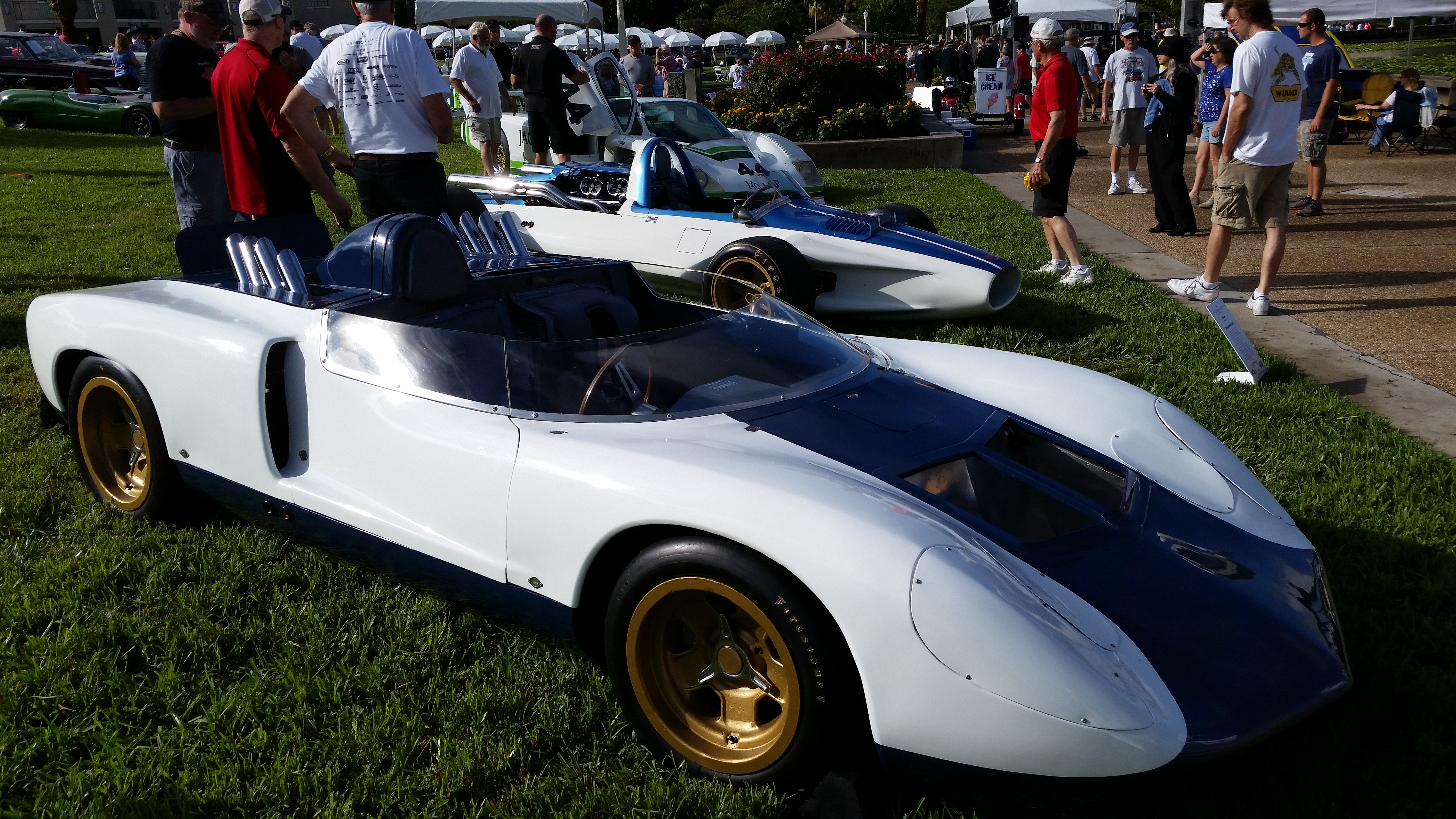
CERV II

В 1968 году на основе третьего поколения вновь был создан среднемоторный концепт под названием Astro II. Автомобиль имел двухступенчатую АКПП от переднеприводного Pontiac Tempest. Но и этот автомобиль не пошёл в серию по причине отсутствия перспективной коробки передач  и достаточного охлаждения двигателя.

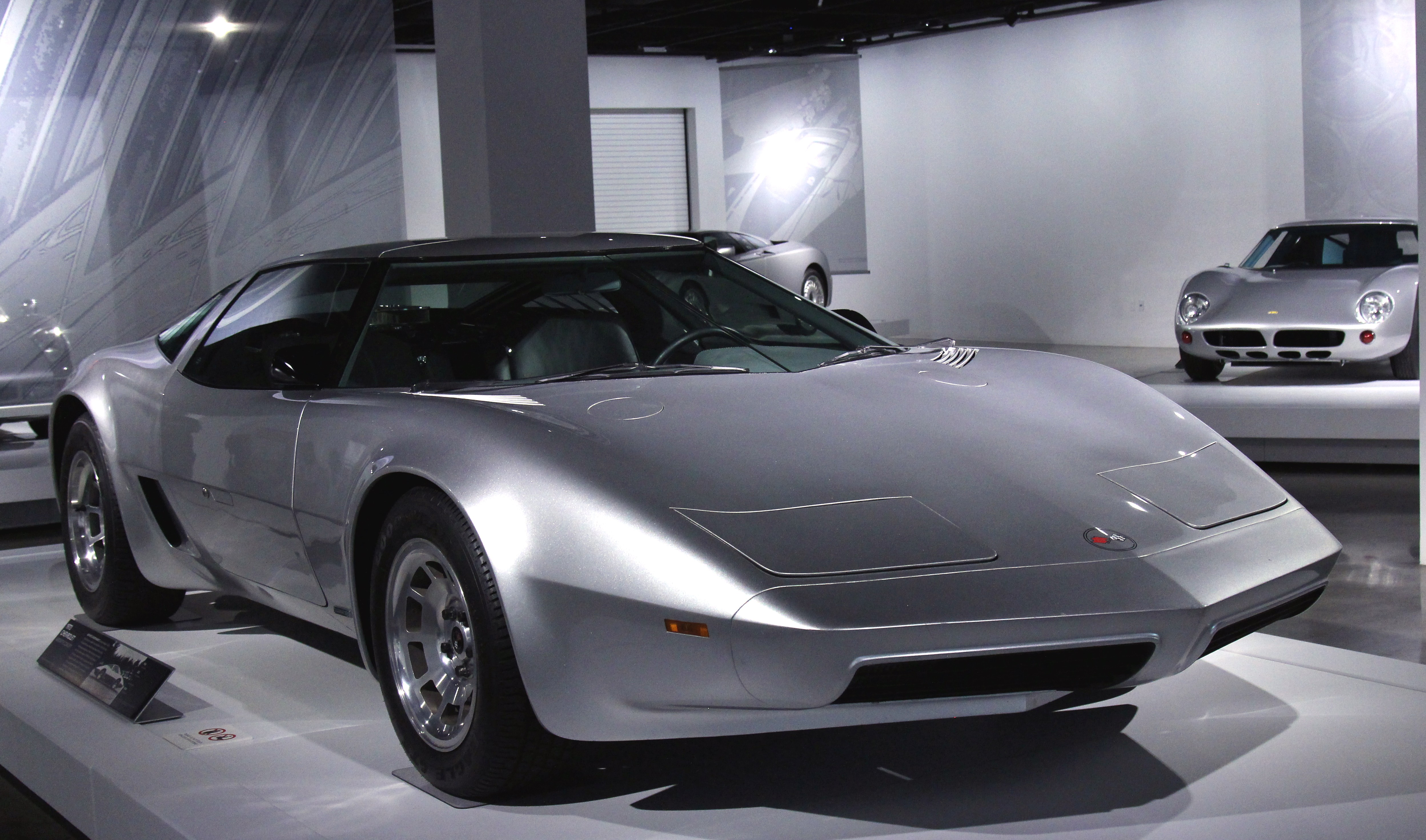
XP-895

Тем не менее машина привлекла внимание внешним видом. В 1969 году под руководством Аркуса-Дунтова появляется новый среднемоторный концепт XP-882 с поперечным расположением двигателя, имеющий совершенно новый угловатый кузов. Созданный позднее XP-895 имел алюминиевый кузов — таким образом разработчики хотели уйти от сложного в массовом производстве стеклопластика. Кузов имел двери типа «крыльев чайки», а руководителем проекта был сам Джон Делореан. Он же предложил оснастить новый автомобиль роторным двигателем.
Через год, в 1973 году в Париже был представлен Chevrolet Four Rotor в том же кузове XP-895. Силовой агрегат представлял собой два двухсекционных роторных двигателя общей мощностью, по разным оценкам, от 360 до 420 л. с., работавших на общую коробку передач. В случае реализации этого проекта это был бы первый спорткар, оснащённый двумя двигателями.
Последующие испытания не выявили особых преимуществ роторных двигателей, а самым ощутимым недостатком стал большой расход топлива, что не выставляло проект в выгодном свете из-за ужесточившихся экологических норм. В итоге автомобиль получил двигатель V8 и был переименован в Aerovette. Предполагалось, что именно таким будет Corvette четвёртого поколения.
С уходом Зоры Аркуса-Дунтова и Билла Митчелла новый глава Corvette Дэйв Маклеллан решил отказаться от проекта, оставив новое поколение переднемоторным, а вместо этого  сосредоточить усилия на повышении качества, комфорта, и топливной экономичности.

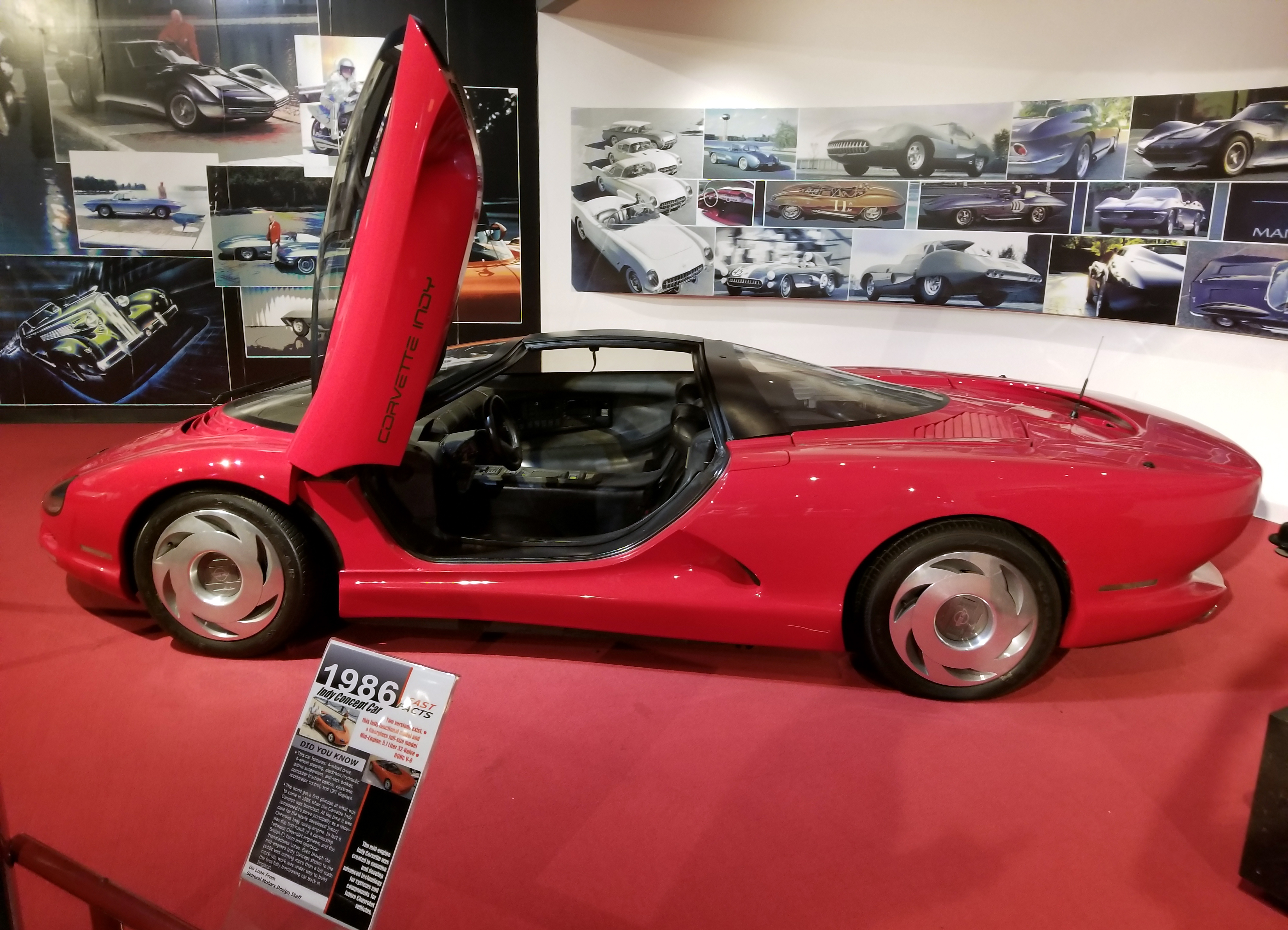
Corvette Indy

В 1985 году, уже при участии инженеров Lotus, был построен новый среднемоторный концепт Indy. Автомобиль был революционным для марки: он имел аэродинамический кузов типа монокок из композитов и углепластика, с очень маленьким Cx и подъёмными дверями. О двигателе концепта было известно, что это был V8 объёмом 2,65 л с двойным турбонаддувом, расположенный поперечно.

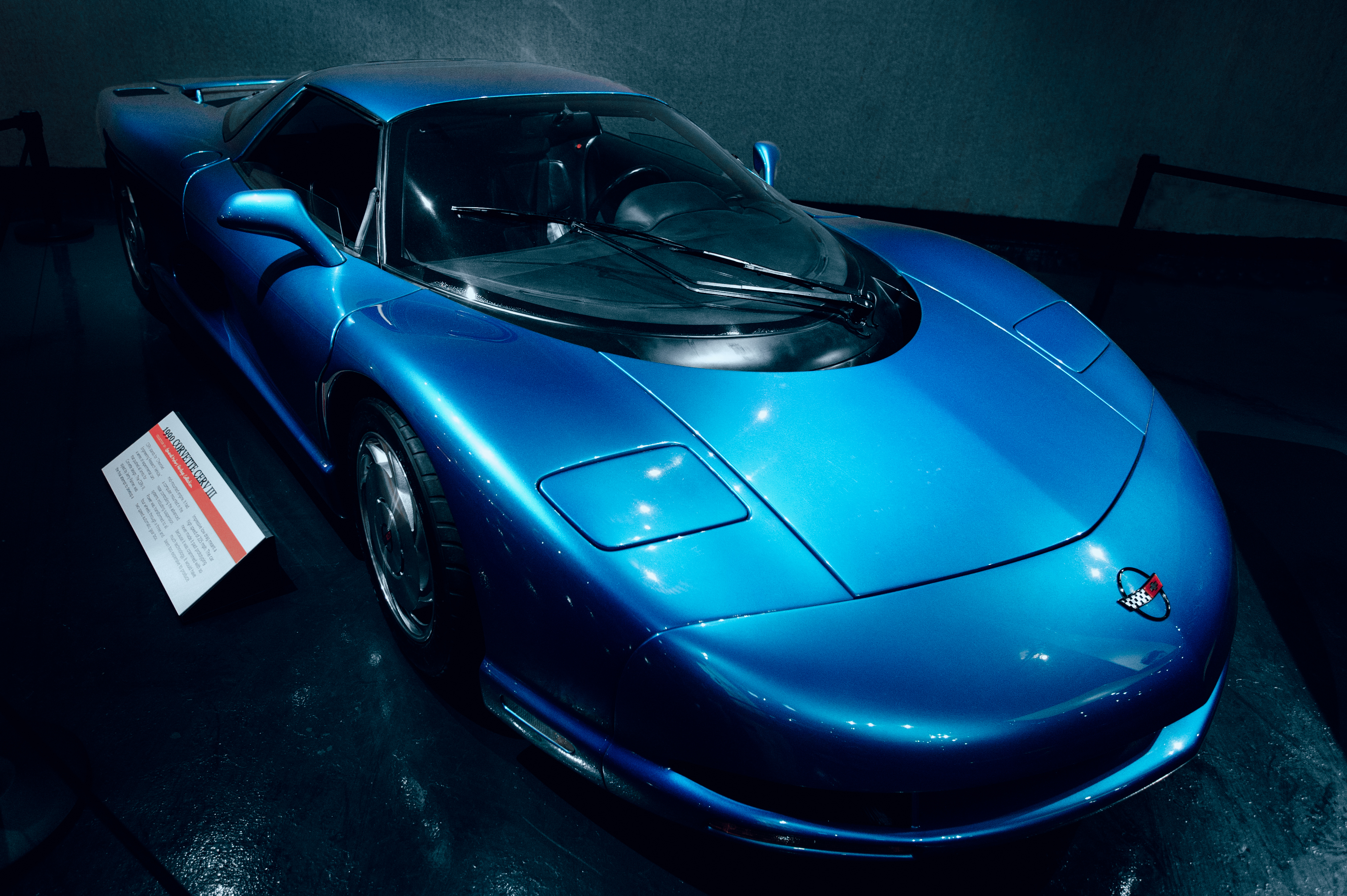
CERV III

Развитием проекта Indy стал концепт CERV III, представленный в январе 1990 года. Автомобиль, помимо особенностей Indy, уже имел задние управляемые колёса, полный привод, алюминиевый двигатель V8 DOHC с турбонаддувом мощностью 650 л. с. созданный на основе двигателя LT5 от ZR1. При запуске в производство модель планировалось оснащать активной подвеской, ABS, Traction Control,  мультимедийной навигационной системой с дисплеем в салоне. Цена суперкара могла бы составлять 300-400 тысяч долларов.

## Гоночные автомобили и машины безопасности
С 1960 года выпускаются гоночные модели Corvette: C5-R (модификация C5-Rs была представлена в 1999 году и участвует в гонках по настоящее время), в 2005 году появился C6.R, потом C7.R (2014 год) и C8.R (2019 год).
Ряд моделей Corvette выбирались (вплоть до настоящего времени) как машины безопасности, в общей сложности восемнадцать раз в гонке 500 миль Индианаполиса. Машины вели, в числе прочих, победители прежних гонок, топ-менеджеры Chevrolet и General Motors, а также известные артисты: к примеру, Морган Фримен (2004 год). До 2002 реплики этих машин продавались небольшими сериями (кроме 1978 и 1986 годов, когда производство составило, соответственно, 6502 и 7315 единиц).

## Продажи
| Календарный год | Продажи в США |
| --------------- | ------------- |
| 1998            | 29 208        |
| 1999            | 29 963        |
| 2000            | 31 208        |
| 2001            | 33 655        |
| 2002            | 32 555        |
| 2003            | 27 974        |
| 2004            | 35 276        |
| 2005            | 32 489        |
| 2006            | 36 518        |
| 2007            | 33 685        |
| 2008            | 26 971        |
| 2009            | 16 956        |